# Heliocarpus occidentalis
Heliocarpus occidentalis är en malvaväxtart som beskrevs av Joseph Nelson Rose. Heliocarpus occidentalis ingår i släktet Heliocarpus och familjen malvaväxter. Inga underarter finns listade i Catalogue of Life.